# Psilodraco breviceps
Psilodraco breviceps (Norman, 1937) è una specie di pesce della famiglia dei Batidraconidi. Unica specie conosciuta del suo genere, è nativa dell'Oceano Australe.

## Tassonomia
Psilodraco breviceps fu descritto formalmente per la prima volta insieme al suo genere nel 1937 dall'ittiologo inglese John Roxborough Norman come unica specie del genere Psilodraco, il cui tipo nomenclaturale venne raccolto nella Georgia del Sud durante la Spedizione Discovery.  Il nome scientifico del genere è un composto di psilos, che significa nudo, a cui Norman non rivelò mai cosa faccia riferimento, ma riconducibile alla completa mancanza di scaglie, e draco, ovvero "drago", suffisso comune nei pesci Notothenioidei. Il nome specifico breviceps significa "testa corta", in riferimento al muso di questa specie, più corto di quello di Gymnodraco acuticeps.

## Descrizione
P. breviceps ha un corpo compatto e nudo, con le uniche scaglie (perforate) presenti sulle cinque linee laterali. È presente una forte cresta sull'opercolo che finisce in un raggio spinoso corto ed appiattito, con un altrettanto appiattito uncino, mentre il muso è corto, leggermente concavo ed appuntito. La bocca ha file di denti, simili a canini, schiarati in più righe, di cui la più grande è quella dietro la sinfisi della mascella superiore. La pinna dorsale ha 28-30 raggi molli, mentre quella anale 27-29. Gli esemplari conservati in alcool presentano un colore marrone, coperto da macchioline scure, che si schiarisce verso la parte inferiore del corpo e sulle pinne. La testa è puntellata da piccole macchie e il corpo da chiazze scure, anche se queste tendono a scomparire con il tempo. Le pinne tendono al nero e lo stesso colore è trovabile attorno all'ano. Questa specie può raggiungere una lunghezza massima di 20 centimetri.

## Distribuzione, habitat e biologia
Questi pesci sono demersali e trovabili nell'Oceano Antartico, dove sono endemici della piattaforma insulare della Georgia del Sud, a profondità comprese tra i 60 e i 345 metri, anche se tipicamente dai 248 ai 300. La fregola avviene in tardo autunno e nel primo inverno in sincronia con altri esemplari, con le uova che schiudono in inverno inoltrato. Le ovaie di un esemplare femminile medio contengono 1.340 uova.